# Jonathan Coe

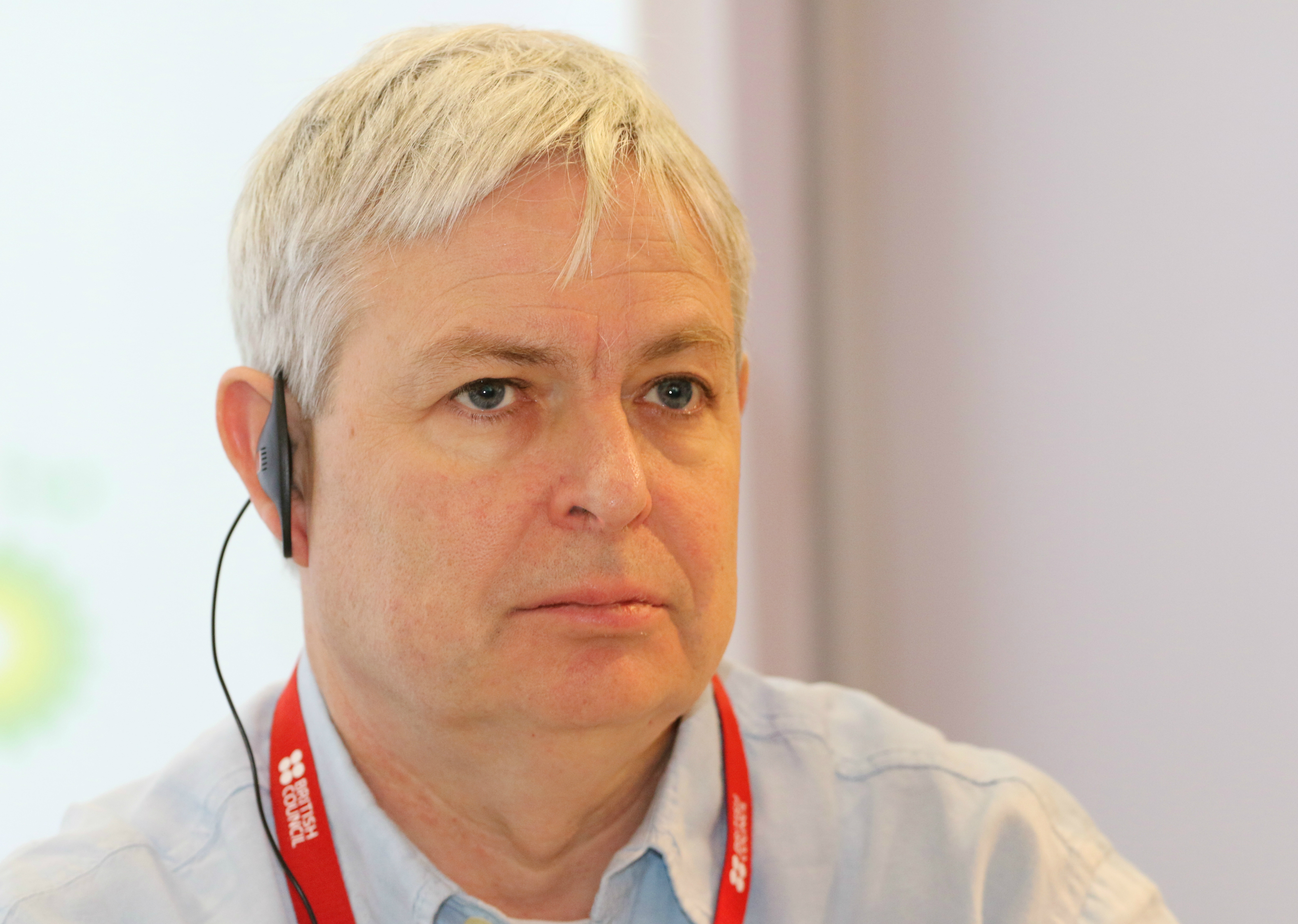
Jonathan Coe 2016

Jonathan Coe (* 19. August 1961 in Bromsgrove, Worcestershire, England) ist ein englischer Schriftsteller.

## Leben
Coe absolvierte seine Schulzeit in seiner Heimatstadt Birmingham an der King Edward’s School und studierte anschließend am Trinity College, Cambridge. Er lehrte an der University of Warwick.
Coes oft humorvoll und satirisch geprägten Romane sind in erster Linie von der Beschäftigung mit sozialen Fragen geprägt. So gilt sein Roman Allein mit Shirley als bissige Satire über die konservative Sozial- und Wirtschaftspolitik der Ära Margaret Thatcher.
Sein autobiographisch geprägter Roman Erste Riten schildert die Geschichte zweier Jugendlicher aus unterschiedlichen sozialen Schichten in den 1970er Jahren. Sein 2020 ins Deutsch übersetzter Roman, Middle England, handelt zum dritten Mal von den Mitgliedern einer Familie der Mittelschicht aus Birmingham, die schon in Ersten Riten und Klassentreffen im Mittelpunkt der Handlung standen, sowie ihren Angehörigen und Freunden und wie sie die Jahre vor und um das Referendum über den Brexit (2010 bis 2018) erleben.
Coe ist verheiratet und hat zwei Töchter.

## Werke (Auswahl)
Belletristik
- Allein mit Shirley. Roman („What a Carve Up!“). Aus dem Englischen von Dirk van Gunsteren. Piper, München 1997, ISBN 3-492-22464-4.
- Erste Riten. Roman („The Rotter's Club“). Aus dem Englischen von Sky Nonhoff. Piper, München 2002, ISBN 3-492-04370-4.
- Ein Hauch von Liebe. Roman („A touch of love“). Aus dem Englischen von Anette Grube. Piper, München 1997, ISBN 3-492-22433-4.
- Das Haus des Schlafes. Roman („The House of Sleep“).  Aus dem Englischen von Ulrike Wasel und Klaus Timmermann. Piper, München 2006, ISBN 978-3-492-24682-8.
- Klassentreffen. Roman („The Closed Circle“). Aus dem Englischen von Henning Ahrens. Piper, München 2006, ISBN 978-3-492-04749-4.
- Liebesgrüße aus Brussel („Expo 58“). Aus dem Englischen von Walter Ahlers. DVA, München 2014, ISBN 978-3-421-04614-7.
- Der Regen, bevor er fällt. Roman („The Rain Before it Falls“). Aus dem Englischen von Andreas Gressmann. DVA, Stuttgart 2009, ISBN 978-3-421-04367-2.
- Replay. Roman („The dwarves of death“). Aus dem Englischen von Ulrike Wasel und Klaus Timmermann. Piper, München 2000, ISBN 3-492-23139-X.
- Die ungeheuerliche Einsamkeit des Maxwell Sim. Roman („The terrible privacy of Maxwell Sim“). Aus dem Englischen von Walter Ahlers. DVA, Stuttgart 2010, ISBN 978-3-421-04484-6.
- Nummer 11 („Number 11“). Aus dem Englischen von Karin Fleischanderl. Folio, Wien/Bozen 2017, ISBN 978-3-85256-726-6.
- Middle England. Roman,[1][2] („Middle England“; Originalausgabe: Viking, 2018). Aus dem Englischen von Cathrine Hornung und Dieter Fuchs. Folio, Wien/Bozen 2020, ISBN 978-3-85256-801-0.
- Mr. Wilder & ich. Roman, („Mr. Wilder and Me“; Originalausgabe: Viking, 2020). Aus dem Englischen von Cathrine Hornung. Folio, Wien/Bozen 2021, ISBN 978-3-85256-833-1.
- Bournville: ein Roman in sieben Ereignissen, aus dem Englischen von Cathrine Hornung und Juliane Gräbener-Müller, Folio, Wien 2023, ISBN 978-3-85256-885-0.

Kurzgeschichten
- Loggerheads and Other Stories. Penguin, London 2014, ISBN 978-0-241-96902-1.(jonathancoewriter.com)
- „Canadians Can’t Flirt“. In: Tales From A Master’s Notebook : stories Henry James never wrote. Hg. von Philip Horne. Vintage, London, ISBN 978-1-78487-147-5.

Sachbücher
- Humphrey Bogart, as time goes by. eine Bildbiographie („Humphrey Bogart“). Collection Heyne, München 1991, ISBN 3-453-04776-1.
- James Stewart. Seine Filme, sein Leben; eine Bildbiographie („James Stewart“). Collection Heyne, München 1994, ISBN 3-453-07396-7.
- Like a fiery elephant. The story of B. S. Johnson. Picador Books, London 2004, ISBN 0-330-35048-X.

## Auszeichnungen
- Prix Médicis für Das Haus des Schlafes
- 2004 Ritter des Ordre des Arts et des Lettres
- 2019 Costa Book Award (Roman) für Middle England
- 2019 Preis des Europäischen Buches (Roman) für Middle England

## Trivia
The Rotter's Club (Erste Riten) enthält einen der längsten Sätze der englischsprachigen Literatur; er umfasst 13.955 Wörter.